# 不肯去観音
『不肯去観音』（ふこうきょかんのん、英題：Avalokitesvara）は、2013年製作の中国映画。主演は李純、聶遠、中泉英雄。日本未公開。

## 登場人物

### 主要人物
蓮妹
演 - 李純
観音の化身
李怡
演 - 聶遠
唐の光王
恵萼
演 - 中泉英雄
日本僧

### その他
鄭太后
演 - スーチン・ガオワー
光王の母
橘皇后
演 - 中野良子

海生
演 - 王增奇

尉遅将軍
演 - 牟鳳彬

余秀峰
演 - 牛犇

司馬将軍
演 - 桑偉淋

清睦和尚
演 - 黒木真二

漁民
演 - 王建国